# François Grenier
Pour les articles homonymes, voir Grenier (homonymie).
François Grenier, né le 26 décembre 1810 à Besançon et mort le 21 décembre 1892 à Paris, est un général de division français du Second Empire, grand-croix de la Légion d'honneur.
Saint-Cyrien, il se distingue notamment lors de la conquête de l'Algérie puis, colonel, à la tête d'un régiment lors de la guerre de Crimée. Général, il commande ensuite une division lors de la guerre de 1870 et de la répression de la Commune de Paris.

## Biographie

### Famille
Il est le fils de Jean-Baptiste Grenier, minotier, et de Jeanne Claude Silance. Il épouse en 1852 Elisabeth Lachaux (1831-1901) avec qui il a un fils, François Gaston Grenier (1855-1912), préfet du Territoire de Belfort en 1896.
Il est le frère du botaniste Charles Grenier.

### Formation
Il intègre l'École spéciale militaire de Saint-Cyr à l'âge de dix-huit ans en 1828 et en sort deux ans plus tard en 1830.

### Campagne de Belgique (1831-1832)
Promu sous-lieutenant au 19e régiment d'infanterie de ligne, il participe à la campagne des Dix-Jours en 1831 puis se distingue au siège d'Anvers en 1832 ce qui lui vaut d'être cité par ordre du roi. Il est promu lieutenant en décembre 1832 et fait chevalier de la Légion d'honneur en janvier 1833 en récompense de sa conduite durant cette campagne.

### Conquête de l'Algérie (1841-1848)
Promu capitaine au 19e régiment d'infanterie légère en mars 1839, il part pour l'Algérie en 1841. Il est cité trois fois à l'ordre de l'armée d'Afrique,  pour s'être distingué lors des combats du 23 novembre 1845, du 12 avril 1846 et du 10 juin 1846, et   nommé chef de bataillon en février 1848.
Il est promu officier de la Légion d'honneur en mai 1851.

### Guerre de Crimée (1854-1856)
Nommé colonel le 5 septembre 1854, il prend le commandement du 4e régiment d'infanterie légère et est envoyé en Crimée à la tête de son régiment qui, transformé et converti, devient le 79e régiment d'infanterie en janvier 1855.
Le 2 mai 1855, il conduit une attaque avec le 2e bataillon du 79e régiment contre des ouvrages russes devant Sébastopol. Au cours de l'attaque, 18 hommes du bataillon sont tués et 59 blessés. Grenier est cité à l'ordre de l'armée d'Orient le 5 mai pour ce succès. Le 8 septembre il se distingue à nouveau à la tête de son régiment chargé d'attaquer le bastion no 4 dit « du Mât » durant la bataille de Malakoff. Sa conduite lui vaut d'être promu commandeur de la Légion d'honneur en décembre 1856.

### Commandant de brigades d'infanterie
Le 16 août 1860 il est nommé général de brigade et quitte le 79e regiment. Il prend, en octobre suivant, le commandement de la subdivision militaire d'Angers. Il reçoit pour les grandes manoeuvres de 1862 le commandement de la 2e brigade de la 2e division du camp de Châlons. Il commande ensuite la 1re brigade de la 1re division d'infanterie du 1er corps d'armée puis la subdivision militaire de Mâcon.

### Guerre de 1870
Affecté à l'armée du Rhin, constituée au début de la guerre franco-allemande de 1870, il reçoit en juillet le commandement de la 1re brigade de la 1re division d'infanterie du 5e corps d'armée. Puis, promu général de division le 31 juillet 1870, il prend le commandement de la 2e division du 4e corps d'armée du général Ladmirault,. Il se distingue notamment à la bataille de Borny le 14 août et à la bataille de Saint-Privat le 18 août puis se replie sur Metz avec l'armée du Rhin. Fait prisonnier le 28 octobre avec toute l'armée du Rhin après la chute de la ville assiégée par les Prussiens, il est interné à Dusseldorf et ne rentre en France qu'en mars 1871. Au cours de cette période le général Grenier a été cité deux fois à l'ordre général de l'armée : le 23 août 1870, pour sa conduite dans les journées des 14, 16 et 18 août 1870 et le 6 septembre 1870, pour s'être distingué dans les journées des 31 août et 1er septembre 1870. 
En récompense de sa conduite à l'armée du Rhin il est élevé à la dignité de grand officier de la Légion d'honneur le 20 avril 1871.

### Armée versaillaise
Il fait ensuite partie de l'armée versaillaise créée en avril 1871 et commande la 1re division du 1er corps d'armée durant la semaine sanglante, qui met fin à la campagne de 1871 à l'intérieur et à la Commune de Paris. Lors de la sortie du 3 avril 1871, il repousse les Communards et occupe ensuite avec sa division les portes de Neuilly et d'Asnières, qui entre dans Paris le 21 mai et prend part aux combats de rues et des barricades jusqu'à la complète pacification. Il est cité à l'ordre du jour du 1er corps de l'armée de Versailles en date du 5 juin 1871, pour « la grande part qu'il a prise dans les opérations du siège de Paris et la prise de la capitale contre les insurgés de la Commune ».

### Dernières années
Il termine sa carrière au commandement de la 3e division d'infanterie du 2e corps d'armée et passe dans la réserve en 1875.
Il est élevé à la dignité de grand-croix de la Légion d'honneur le 3 août 1875 comme couronnement de sa brillante carrière au cours de laquelle il a été cité huit fois pour faits d'armes à l'ordre général des armées en campagne, cité au siège d'Anvers par ordre du roi, trois citations en Algérie, une citation en Crimée, deux citations à Metz en 1870, une citation à l'armée de Versailles en 1871.
Il prend sa retraite en 1879 et meurt à Paris le 20 janvier 1892, âgé de 81 ans.

## Décorations
- Grand-croix de la Légion d'honneur (3 août 1875).
  - Grand officier le 20 avril 1871
  - Commandeur le 13 décembre 1856
  - Officier le 1er mai 1851
  - Chevalier le 9 janvier 1833

## Publication
- Mes souvenirs de l'Armée du Rhin : mes réflexions, la défense de l'Armée devant ses détracteurs, Les libraires, Grenoble, 1871. Lire en ligne.